# Chester (Iowa)
Chester – miasto w Stanach Zjednoczonych, w stanie Iowa, w hrabstwie Howard.

## Demografia
Zgodnie ze spisem statystycznym z 2000 roku, miasto liczyło 151 mieszkańców. W 2023 roku liczba mieszkańców spadła do 133 osób, a gęstość zaludnienia do 38 osób/km².